# Ducat longobard de Parma
El ducat de Parma va ser un dels ducats establerts pels longobards a Itàlia. Existeix poca informació sobre els seus assumptes interns, i és incerta fins i tot la data de la creació del ducat, que possiblement remunta a les dues primeres fases de la penetració dels llombards, en els anys setanta i vuitanta del segle vi, a conseqüència de la conquesta final de la ciutat pels llombards, encapçalada pel rei Agilulf el 593.

## Història
Amb la conquesta llombarda, la Regio VIII Aemilia establert pels romans, es va veure dividida en dues part, una amb Piacenza, Parma, Reggio Emilia i Mòdena (tots els ducats), i de l'altra, des Ravenna a Bolonya, ciutats romanes d'Orient (aquest última es va perdre el 728 juntament amb Imola).
A Parma, a la fi del segle vi, va viure una filla del rei Agilulf, esposa del notable local Gudescalc (potser ja duc). Una incursió romana d'Orient el 590, forta de nou exèrcits enviats per l'imperi i dirigida pel patrici Cal·línic, va posar les ciutats de Mòdena i Màntua altre cop sota el control de l'Exarcat de Ravenna, i va aconseguir la submissió dels ducs de Parma, Piacenza i Reggio. Això va comportar un intent de desertar cap a l'Imperi Romà d'Orient dels ducs de Parma, Piacenza i Reggio, que van passar al servei de l'exarca grec a canvi d'una recompensa.
Probablement l'any 599 els llombards van ser capaços de recuperar Parma, però l'any 601 una altra incursió liderada pel romà d'Orient Cal·línic va aconseguir capturar la princesa i Gudescalc, que van ser portats presoners a Ravenna. El 603, Agilulf va ser capaç de passar a l'ofensiva i recuperar definitivament Parma, on la seva filla va poder tornar, per morir poc després de part. A partir d'aquesta data ja no es transmeten dades fiables sobre la supervivència de la institució ducal a Parma, tant és així que alguns historiadors han especulat que la ciutat no va tenir més ducs però i va ser governada per un governador (gastald) nomenat pel rei, que fou només un administrador, convertint-se en territorialment dependent del rei, però, donada l'absència d'altres confirmacions, la dada, encara que plausible, continua sent una conjectura.
En 773 Carlemany, rei dels francs van ocupar Parma, cap avall, quan baixava cap a Roma. La ciutat va esdevenir un comtat carolingi. Amb la derrota dels llombards a mans dels francs, els ducats van ser substituïts per comtats governats per nobles francs; l'exercici del poder fou inicialment per comptes i després, entre els segles IX i X, pels bisbes; foren concedides cartes d'immunitat i privilegis als bisbes de Parma, Piacenza i Reggio.